# Канцеларија за сарадњу са цивилним друштвом
Канцеларија за сарадњу са цивилним друштвом је канцеларија при Влади Републике Србије и представља институционални механизам за подршку и развој цивилног дијалога између Владиних институција и организација цивилног друштва. Канцеларија је основана у циљу системског укључивања организација цивилног друштва у дијалог са Владом, који треба да се заснива на сталној, транспарентној и структурисаној комуникацији и редовној размени искустава, информација и мишљења. Канцеларија за сарадњу са цивилним друштвом тренутно нема директора.

## Опис канцеларије
Функције руководилаца у Канцеларији за сарадњу са цивилним друштвом као органа државне управе утврђене су Законом о државној управи и Уредбом о Канцеларији за сарадњу са цивилним друштвом.
На основу члана 3. Уредбе о Канцеларији за сарадњу са цивилним друштвом, Канцеларијом руководи директор кога поставља Влада на пет година, а на предлог Генералног секретара Владе. Директор Канцеларије одговоран је Влади и Генералном секретару Владе. Директор Канцеларије је државни службеник на положају.
Директор Канцеларије руководи, организује, обједињује и усмерава рад Канцеларије, представља Канцеларију и обезбеђује законито и ефикасно обављање послова, одлучује о правима, дужностима и одговорностима запослених и обавља друге послове у складу са законом.

## Надлежности канцеларије
У надлежности Канцеларије за сарадњу са цивилним друштвом спада:
- иницирање дијалога са цивилним друштвом о питањима од заједничког интереса;
- учешће у припреми и праћењу спровођења стратешких докумената који се односе на стварање подстицајног окружења за развој цивилног друштва, у циљу даљег развоја сарадње јавног, приватног и цивилног сектора и, с тим у вези, сарадњу са органима аутономних покрајина и органима јединица локалне самоуправе;
- иницирање доношења прописа и других општих аката којима се уређује положај удружења и других организација цивилног друштва, као темеља изградње демократског, инклузивног и солидарног друштва;
- учешће у припреми збирних извештаја за Владу о утрошку средстава која су, као подршка програмским активностима, обезбеђена и исплаћена удружењима и другим организацијама цивилног друштва из средстава буџета Републике Србије;
- организовање округлих столова и конференција;
- објављивање публикација и предузимање других мера и активности у циљу подизања капацитета и одрживости рада и деловања удружења и других организација цивилног друштва;
- прикупљање и дистрибуирање информација од значаја за рад удружења и других организација цивилног друштва;
- обављање стручних послова у вези са сарадњом и разменом искустава са сличним владиним институцијама у региону, земљама Европске уније и Свету сарадњу са надлежним органима у обављању послова који се односе на програмирање и управљање претприступним и другим фондовима Европске уније за подршку цивилном друштву;
- припремање аката којима Влада надзире, усмерава и усклађује послове министарстава и посебних организација који су у вези са питањима развоја цивилног друштва и сарадње Владе са цивилним друштвом, као и са начинима на који се јавност обавештава о активностима усмереним на развој цивилног друштва и сарадњи Владе са цивилним друштвом;
- сарадњу с државним органима, органима аутономних покрајина, општина, градова и града Београда као и са удружењима и другим организацијама цивилног друштва у изради релевантних докумената и прописа и промовисање послова који су у вези са развојем и сарадњом са цивилним друштвом;
- обављање и других послова из области развоја цивилног друштва и сарадње са цивилним друштвом које јој повери Влада;